# Колобжег-Багич (аэропорт)
Колобжег-Багич (пол. Lotnísko Kołóbrzeg-Bágicz) — бывший военный аэродром, c июля 2012 года — гражданский аэропорт, расположенный в Западно-Поморском воеводстве Польши.

## История
Аэродром был создан в 1935—1939 годах неподалёку от села Багич, расположенного между Колобжегом и Сяножентами. Первоначально использовался в качестве базы для бомбардировщиков и пикирующих бомбардировщиков: сначала для Junkers Ju 87 Stuka, а позднее и для Junkers Ju 86. В сентябре 1939 года воздушные суда Люфтваффе, находящиеся в Багиче (нем. Bodenhagen, в то время территория Германии) совершали налёты на Польшу. Во время Второй мировой войны на аэродроме дислоцировались различные подразделения люфтваффе. В 1941 году в Багиче и его окрестностях проходила съёмка немецкого пропагандистского художественного фильма «Бомбардировочная эскадра «Лютцов»» (Kampfgeschwader Lützow, реж. Ганс Бертрам, 1941).
В марте 1945 года с приближением фронта и началом осады Колобжега советскими войсками подразделения Люфтваффе перебазировались. С марта 1945 года на аэродроме базировались части советских ВВС. С июля по декабрь 1945 года на аэродроме базировался 172-й истребительный авиационный Белостокский Краснознамённый ордена Суворова полк из состава 309-й истребительной авиационной Смоленской Краснознамённой дивизии на самолётах Як-3. В декабре полк перебазировался на аэродром Насосная (Азербайджанская ССР).
В послевоенные годы аэродром использовался частями ВВС Северной группы войск, площадь территории составляла 1 624 800 м². Была создана новая инфраструктура, позволяющая адаптировать аэродром для обслуживания реактивных самолётов. Аэродром мог принимать транспортные самолёты и стратегические бомбардировщики. На окраине аэродрома было построено большое топливное хранилище и ведущая к нему железнодорожная ветка.
С 1964 года по 1 сентября 1989 года на аэродроме базировался 871-й истребительный авиационный Померанский Краснознамённый полк из состава 239-й истребительной авиационной Барановичской Краснознамённой дивизии на самолётах МиГ-19СВ (до 1965),МиГ-21ПФМ (1965—1973), МиГ-23М (с 1973), МиГ-23МЛА (с 1974). 1 сентября 1989 года полк перебазировался на аэродром	Бжег (Польша).
С июня 1989 года по 8 мая 1992 года на аэродроме базировался 55-й отдельный вертолётный Севастопольский полк на вертолётах Ми-24 и Ми-8. 8 мая 1992 года полк выведен на аэродром Кореновск в Краснодарском крае.
После ликвидации военного аэродрома в мае 1992 года земли были разделены между городом Колобжег и муниципалитетом гмины Устроне-Морске. Здания и строения военной инфраструктуры гарнизона стали новым жилым комплексом Колобжега. В восточной части гарнизона в течение нескольких лет работал Балтийский аэроклуб, который использовал пару ангаров, а также часть взлётно-посадочной полосы.
9 сентября 2012 года официально открылся гражданский аэропорт, способный принимать туристические и чартерные самолёты, вмещающие до 20 человек. Аэропорт будет сезонным: период работы с 1 апреля по 31 октября.

## Современное состояние
В настоящее время используется отрезок взлётно-посадочной полосы длиной 1012 м. Планируется развитие инфраструктуры, навигационного оборудования и обеспечения заправки самолётов. Вполне возможно, что период работы аэропорта после дальнейших инвестиций будет продлён (то есть аэропорт перестанет быть сезонным).

## Происшествия
- 4 июля 1989 года произошла катастрофа самолёта МиГ-23 871-го истребительного авиационного полка. Командир экипажа начальник политического отдела дивизии полковник Н. Е. Скуридин, Военный лётчик 1-го класса, после взлёта катапультировался ввиду самопроизвольного выключения форсажа, которое лётчик воспринял как остановку двигателя. Самолёт продолжил полёт без лётчика, пролетев территорию ГДР, Нидерландов, Бельгии. Перед границей Бельгии и Франции у самолёта выработалось топливо и он начал плавно терять высоту. В 10:37 CET истребитель упал на ферму в бельгийской деревне Беллегем неподалёку от Кортрейка. При падении самолёта на ферму погиб 19-летний бельгиец Вим Деларе.

### YouTube
- Багич 1945—1992 (часть 1)
- Багич 1945—1992 (часть 2)
- Багич 1945—1992 (часть 3)
- Багич 1945—1992 (часть 4)
- Багич 1945—1992 (часть 5)
- Багич 1945—1992 (часть 6)